# Эль-Хаддади, Мунир
Муни́р Эль-Хаддади́ Моха́мед (араб. منير الحدادي محمد;‎; род. 1 сентября 1995, Сан-Лоренсо-де-Эль-Эскориаль) — марокканский футболист, нападающий испанского клуба «Леганес» и сборной Марокко.

## Клубная карьера
Мунир начинал свою карьеру в школах скромных испанских клубов, а в академию «Барселоны» перебрался в 2011 году в возрасте 16 лет. В первом сезоне он забил за вторую юношескую команду клуба 22 гола, чем помог ей выиграть свою лигу. В следующей же кампании «Барселона» не без помощи Эль-Хаддади защитила чемпионский титул. Во второй половине сезона 2013/14 Мунир был переведён во вторую команду клуба — «Барселону B» и хорошо там себя показал, забив четыре гола в одиннадцати матчах. В январе Эль-Хаддади подписал с клубом новое соглашение, срок которого рассчитан до июня 2017 года, а в конце сезона выиграл юношескую Лигу УЕФА и стал лучшим бомбардиром турнира.
В следующем сезоне Мунир дебютировал за первую команду «Барселоны». Это произошло 24 августа 2014 года в матче чемпионата Испании против «Эльче». Нападающий провёл на поле 67 минут и отметился забитым голом. 17 августа кантенаро дебютировал в Лиге чемпионов в матче амстердамским «Аяксом» (3:1). 4 октября отметился голевой передачей на Неймара, в победном матче Примеры против «Райо Вальекано» (2:0). 4 декабря дебютировал в Кубке Испании, отыграв 75 минут в выездном матче против «Уэски» (0:4). В финале Лиги чемпионов 2014/15 против «Ювентуса» в Берлине Мунира не было даже в запасе. 3 августа 2016 года отметился дублем в матче против чемпиона Англии «Лестер Сити».
30 августа «Валенсия» арендовала игрока на год с правом выкупа. 22 октября 2016 года Мунир забил свой первый гол за "Валенсию "— в ворота «Барселоны» (2:3), воспитанником которой он является. Символично, что футболист не стал праздновать гол в ворота клуба. 30 января 2017 года за две желтые карточки Мунир впервые удалился с поля впервые в профессиональной карьере; случилось это в проигранном матче против «Лас-Пальмаса» (1:3). 19 марта Эль-Хаддади снова поразил ворота «Барселоны» (2:4) и снова не праздновал забитый мяч.
11 января 2019 года перешёл из «Барселоны» в «Севилью». Сумма трансфера составила 1 млн €. 7 ноября 2019 года сделал хет-трик в матче Лиги Европы против клуба «Ф91 Дюделанж» (5:2). В победном финале Лиги Европы 2019/20 в Кёльне против «Интера» Мунир вышел на замену вместо Лукаса Окампоса на 71-й минуте.

## Карьера в сборной
Мунир представляет Испанию на юношеском уровне, отказавшись от выступления за сборную Марокко.
8 сентября 2014 года 19-летний футболист дебютировал за первую сборную Испании, в матче отборочного турнира к чемпионату Европы 2016 года против сборной Македонии. После этого за основную сборную Испании больше не выступал. До сентября 2016 года выступал за молодёжную сборную Испании, за которую забил 10 мячей в 16 матчах.
В 2018 году Марокко рассчитывало усилить Муниром состав команды на чемпионате мира в России, однако ФИФА запретила Эль-Хаддади выступать за сборную Марокко, так как он уже был заигран за национальную команду Испании. В октябре 2020 года Мунир предпринял ещё одну попытку добиться разрешения выступать за сборную Марокко в связи с появлением правила о том, что игрок может сменить спортивное гражданство, если сыграл не более трёх матчей за прежнюю сборную до достижения возраста 21 года. Однако ФИФА запретила футболисту выступать за Марокко, так как он играл за молодёжную сборную Испании уже после достижения возраста 21 года.
После подачи третьего прошения, уже в 2021 году ФИФА всё-таки разрешила игроку выступать за сборную Марокко.

## Личная жизнь
Отец Мунира — гражданин Марокко, а мать — испанская подданная марокканского происхождения, уроженка Мелильи.

## Достижения
«Барселона»
- Чемпион Испании (2): 2014/15, 2015/16
- Обладатель Кубка Испании (2): 2014/15, 2015/16
- Обладатель Суперкубка Испании: 2016
- Победитель Лиги чемпионов УЕФА: 2014/15
- Обладатель Суперкубка УЕФА: 2015
- Победитель Клубного чемпионата мира: 2015
- Итого: 8 трофеев

«Севилья»
- Победитель Лиги Европы УЕФА: 2019/20

Личные
- Лучший бомбардир юношеской Лиги Европы: 2013/14 (11 голов)

## Клубная статистика
| Выступление      | Выступление      | Выступление      | Лига | Лига | Кубок | Кубок | Еврокубки | Еврокубки | Итого | Итого |
| Клуб             | Лига             | Сезон            | Игры | Голы | Игры  | Голы  | Игры      | Голы      | Игры  | Голы  |
| ---------------- | ---------------- | ---------------- | ---- | ---- | ----- | ----- | --------- | --------- | ----- | ----- |
| → Барселона B    | Сегунда          | 2013/14          | 11   | 4    | —     | —     | —         | —         | 11    | 4     |
| → Барселона B    | Сегунда          | 2014/15          | 17   | 4    | —     | —     | —         | —         | 17    | 4     |
| → Барселона B    | Итого            | Итого            | 28   | 8    | 0     | 0     | 0         | 0         | 28    | 8     |
| Барселона        | Примера          | 2014/15          | 10   | 1    | 3     | 0     | 3         | 0         | 16    | 1     |
| Барселона        | Примера          | 2015/16          | 15   | 3    | 5     | 5     | 4         | 0         | 24    | 8     |
| Барселона        | Примера          | 2016/17          | 1    | 0    | 0     | 0     | 0         | 0         | 1     | 0     |
| Барселона        | Примера          | 2018/19          | 7    | 1    | 2     | 1     | 2         | 0         | 11    | 2     |
| Барселона        | Итого            | Итого            | 33   | 5    | 10    | 6     | 9         | 0         | 52    | 11    |
| → Валенсия       | Примера          | 2016/17          | 33   | 6    | 3     | 1     | —         | —         | 36    | 7     |
| → Валенсия       | Итого            | Итого            | 33   | 6    | 3     | 1     | 0         | 0         | 36    | 7     |
| → Алавес         | Примера          | 2017/18          | 33   | 10   | 4     | 4     | —         | —         | 37    | 14    |
| → Алавес         | Итого            | Итого            | 33   | 10   | 4     | 4     | 0         | 0         | 37    | 14    |
| Севилья          | Примера          | 2018/19          | 16   | 5    | 1     | 0     | 3         | 2         | 20    | 7     |
| Севилья          | Примера          | 2019/20          | 21   | 5    | 2     | 0     | 9         | 5         | 32    | 10    |
| Севилья          | Примера          | 2020/21          | 24   | 4    | 6     | 0     | 6         | 1         | 36    | 5     |
| Севилья          | Примера          | 2021/22          | 16   | 2    | 2     | 0     | 7         | 1         | 25    | 3     |
| Севилья          | Итого            | Итого            | 77   | 16   | 11    | 0     | 25        | 9         | 113   | 25    |
| Хетафе           | Примера          | 2022/23          | 28   | 3    | 3     | 4     | —         | —         | 31    | 7     |
| Хетафе           | Итого            | Итого            | 28   | 3    | 3     | 4     | —         | —         | 31    | 7     |
| Всего за карьеру | Всего за карьеру | Всего за карьеру | 232  | 48   | 31    | 15    | 34        | 9         | 297   | 72    |

Примечание
В статистику не включены 3 матча (1 гол) в Суперкубке Испании + 1 матч в клубном ЧМ.